# ديفيد إل. بيتي
ديفيد إل. بيتي هو سياسي أمريكي، ولد في 3 ديسمبر 1798 في مقاطعة بوربون في الولايات المتحدة، وتوفي في 21 فبراير 1881 في لويفيل في الولايات المتحدة.